# 上社インターチェンジ
上社インターチェンジ（かみやしろインターチェンジ）は、愛知県名古屋市名東区上社一丁目にある名古屋第二環状自動車道のインターチェンジである。

## 概要
清洲JCT・名古屋西JCT方面への入口と同方面からの出口のみを持つハーフインターチェンジである。このICから名古屋南JCT方面へ行くことはできず、同方面からの本線流出もできないことから、流出入にあたっては上社南ICを利用する。名古屋IC方面にも行くことは出来ないため、東名高速道路方面へは愛知県道60号名古屋長久手線を利用する。
当該ICは庄内川左岸まで続く掘割（半地下）区間の手前側に設けられた。従って、オンランプ、オフランプとも掘割と地上の連絡となる。

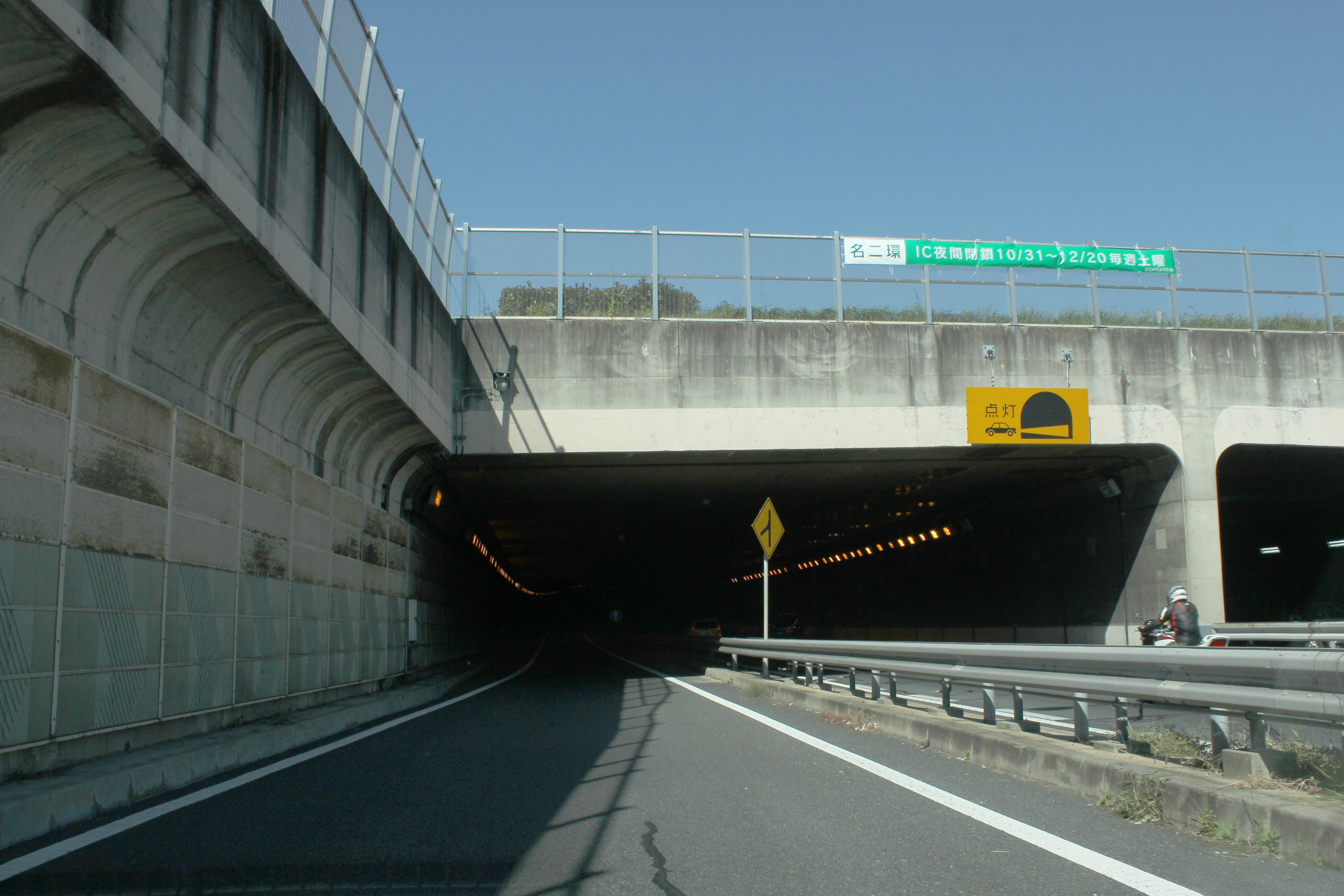
オンランプはトンネル内で本線に合流する
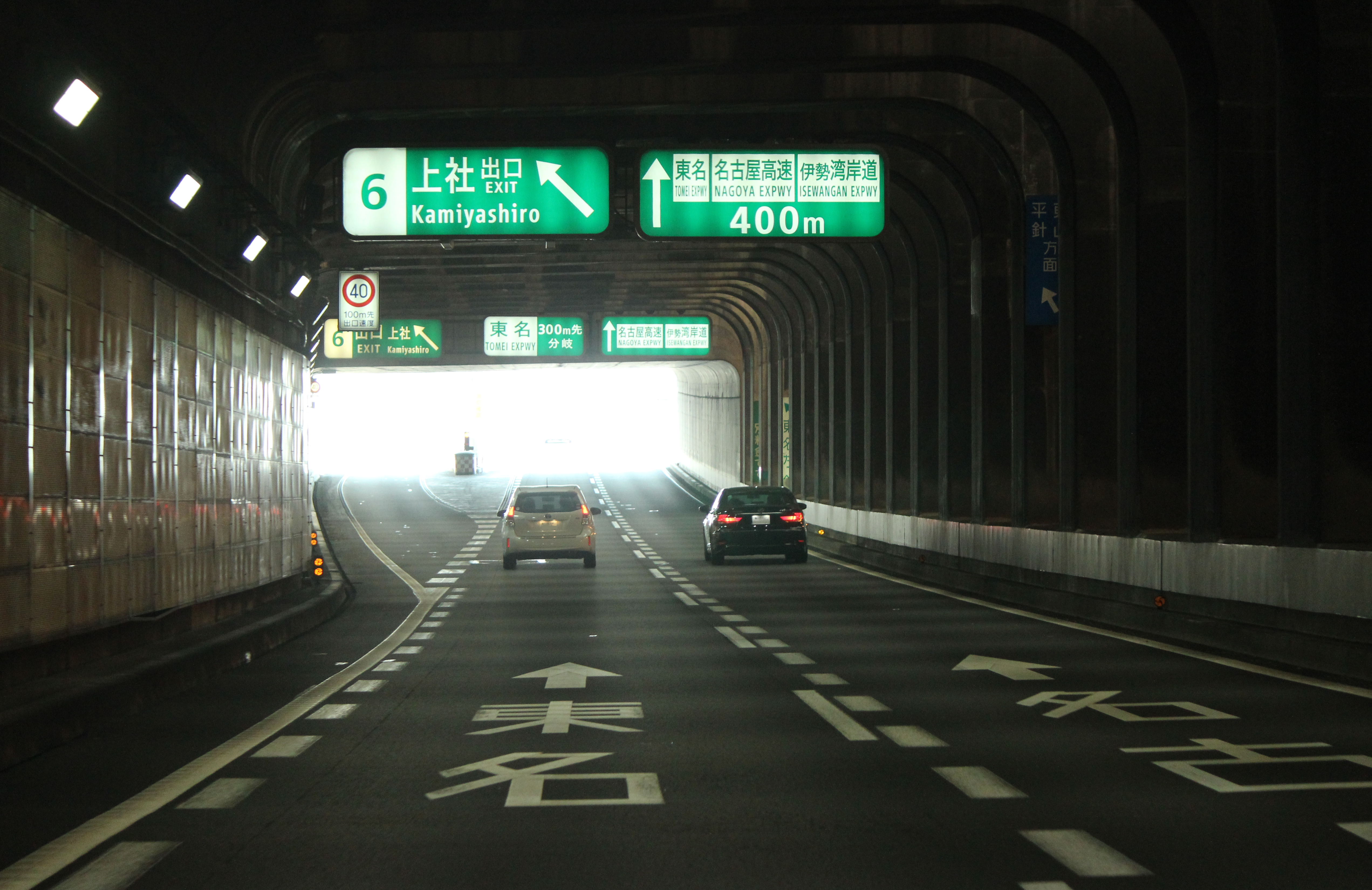
外回り流出部 上社IC出口の直後に名古屋IC（東名高速）方面に分岐することを告知

## 歴史
- 1993年（平成5年）12月3日 : 東名阪自動車道勝川IC - 名古屋IC間開通と同時に当ICを開設[6]。IC番号は当初より現行と同じ6番である。
- 2011年（平成23年）3月20日 : 所属路線名称を名古屋第二環状自動車道（名二環）に変更[7]

## 周辺
- 名東区役所
- 名古屋市営地下鉄東山線 上社駅
- 名古屋市立猪高小学校
- 名古屋市立猪高中学校
  - 名古屋市立猪高幼稚園
- フィールクオリテ 上社店

## 接続する道路
- 直接接続
  - 国道302号（名古屋環状2号線）[8]
- 間接接続
  - 愛知県道60号名古屋長久手線（東山通）[8]

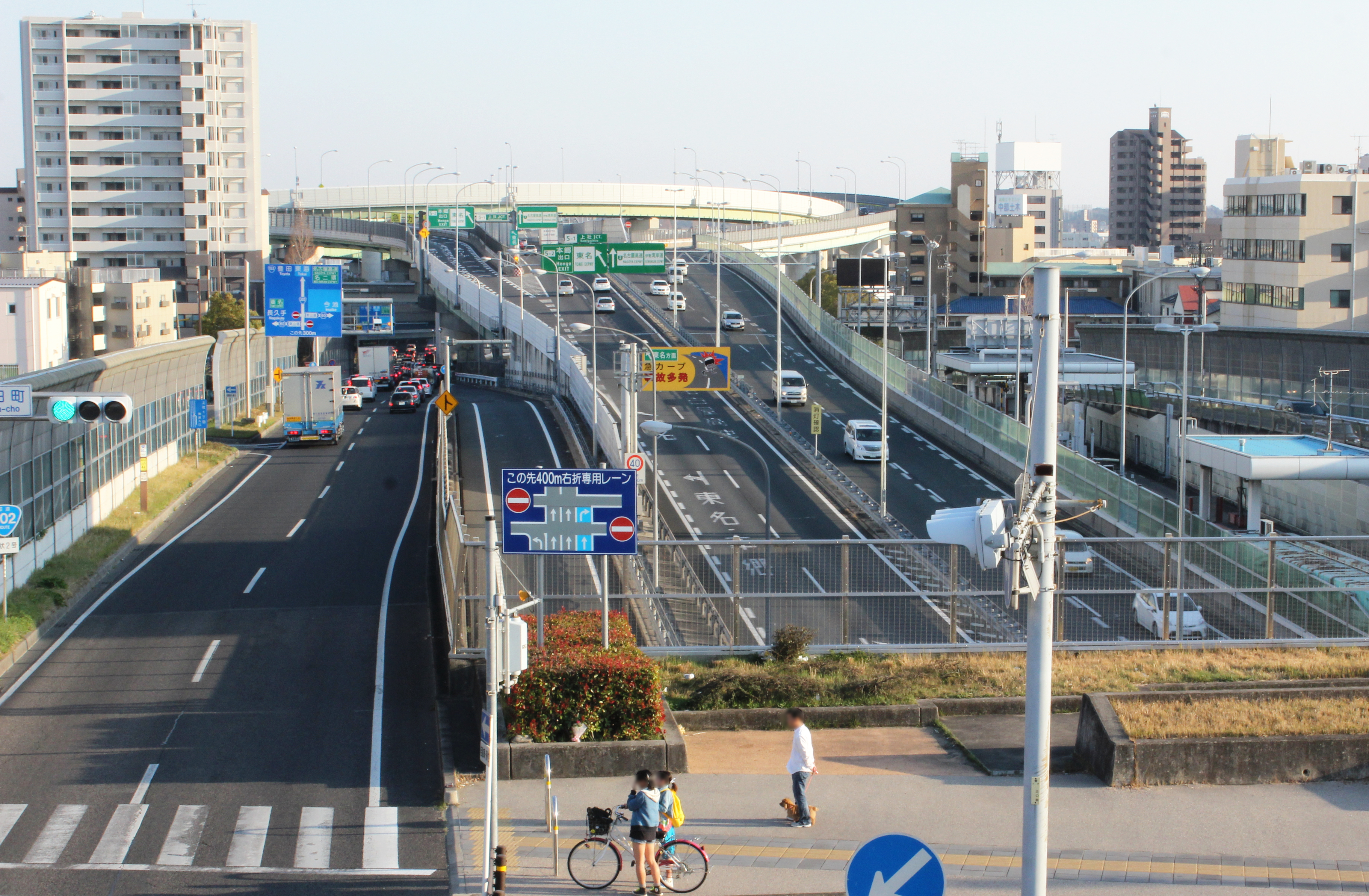
両端の国道302号と直接接続
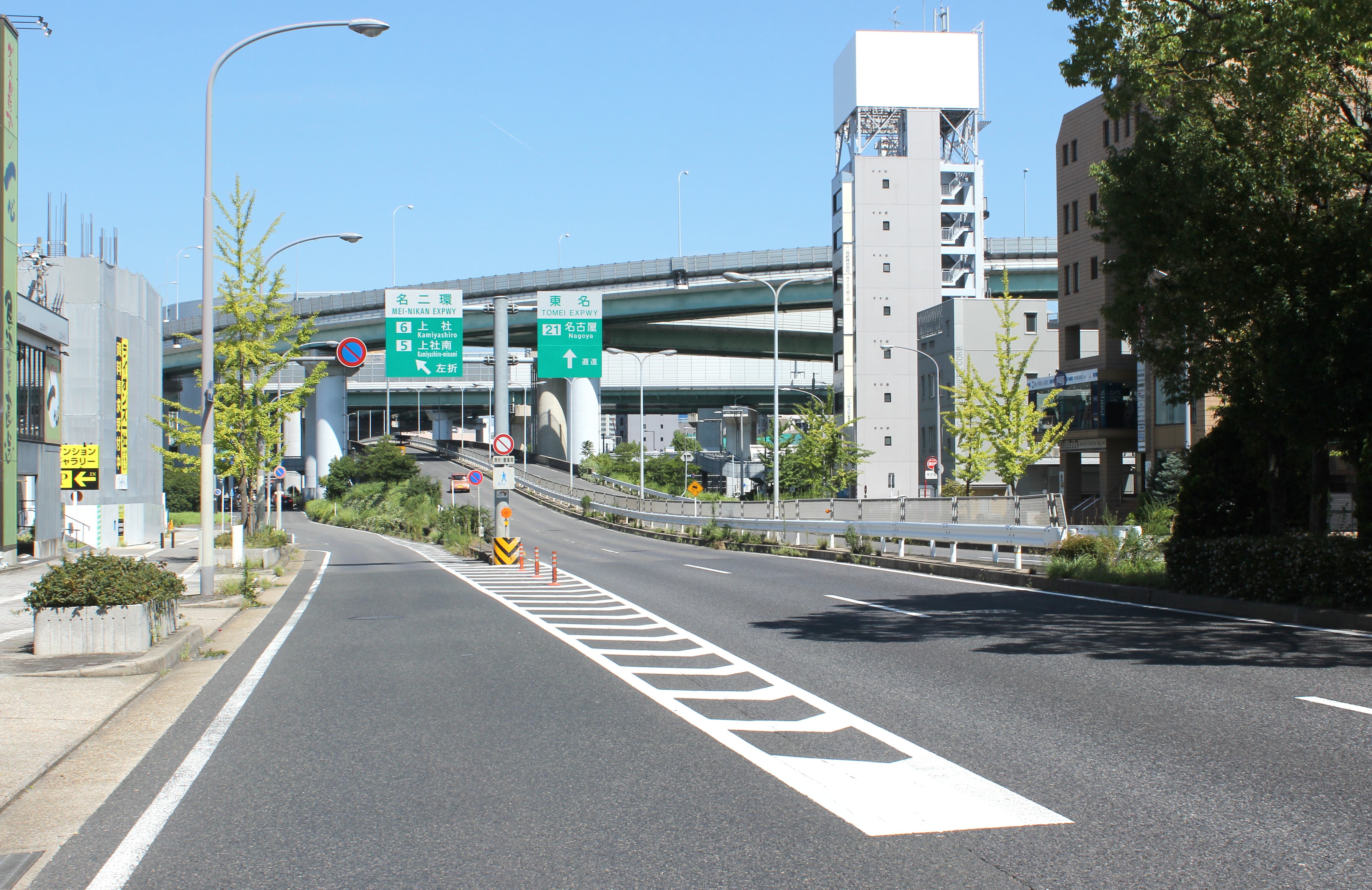
当ICと上社南ICは国道302号を介して愛知県道60号と接続。東名高速名古屋ICへは道路を直進する。奥に上社JCTを望む。

## 料金所
| 縦分離方式のトールゲート。一般用は右レーンを通過レーンとして奥のゲートに連絡する。 |  | 縦分離方式のトールゲート。一般用は右レーンを通過レーンとして奥のゲートに連絡する。 |
| 縦分離方式のトールゲート。一般用は右レーンを通過レーンとして奥のゲートに連絡する。 |  |                                                                                    |

トールゲートは小幡、大森の両ICと同じく縦分離型で、手前がETC用で奥が一般用である。
レーン運用は、時間帯やメンテナンスなどの事情により変更される場合がある。
入口
- レーン数 : 2[10]
  - ETC専用 : 1
  - 一般 : 1

## 隣
C2 名古屋第二環状自動車道
(5)上社南IC - (5-1)上社JCT - (6)上社IC - (7)引山IC